# TPS Cinéculte
TPS Cinéculte est une chaîne de télévision appartenant au Groupe TPS, diffusée du 1er septembre 2003 au 21 mars 2007.

## Historique de la chaîne
Cinéfaz est créée le 23 août 1999 et devient la 4e chaîne du bouquet cinéma de TPS. À sa création, elle est diffusée de 6 heures à minuit et possède un partenariat avec Metro-Goldwyn-Mayer. Par la suite, elle sera diffusée de 8 heures à 4 heures et enfin une diffusion entière.
Lors de la création du bouquet TPS Premium le 1er septembre 2003, Cinéfaz devient TPS Cinéculte.
À la suite de la fusion des bouquets TPS et de Canalsat en 2007, TPS Cinéculte est intégrée à la chaîne CinéCinéma Auteur renommée CinéCinéma Culte pour l'occasion.

### Identité visuelle (logo)

Logo de Cinéfaz du 23 août 1999 au 31 août 2003
Logo de TPS Cinéculte du 1er septembre 2003 au 21 mars 2007

### Slogans
- [Quand ?]: « La chaîne des passionnés de cinéma »

## Programmes
TPS Cinéculte souhaite faire découvrir ou redécouvrir avec humour, toute la diversité des cinémas d'aujourd'hui en proposant un mélange de grands classiques cultes et de films récents.

## Diffusion
TPS Cinéculte est alors diffusée exclusivement par satellite sur le bouquet TPS, ainsi que sur le câble.